# Rouvíkonas
Rouvíkonas (grec moderne : Ρουβίκωνας, « Rubicon »)  est un collectif anarchiste basé à Athènes en Grèce,,. 
Le groupe est membre de la nouvelle Fédération Anarchiste de Grèce,.

## Idéologie et objectif
Formé en 2013 au sein du mouvement social initié en 2011 à l'encontre du premier plan d'austérité économique, Rouvíkonas œuvrait à l'origine en tant que collectif de soutien aux prisonniers politiques, et a rapidement élargi ses combats. Dans une perspective plus ouverte, les objectifs du collectif vont désormais dans le sens de « la construction d’une autre façon de vivre ensemble, dans une société libérée des rapports de domination et d'exploitation » explique un membre de Rouvíkonas. Suivant cette logique, le groupe affiche clairement sa position internationaliste : « Pour les anarchistes, il n’y a pas de frontières dans la lutte comme il n’y en aura pas dans le monde de demain. C’est une seule et même voie : celle de l’émancipation individuelle et sociale. Le pouvoir qui se dresse en face de nous n’est pas seulement national, mais aussi international » précise encore le membre du groupe.
Ainsi, la lutte de Rouvíkonas revêt une dimension tant locale qu'internationale : ses membres s'engagent dans nombre d'initiatives solidaires à Athènes, particulièrement au sein du quartier solidaire et anti-autoritaire d'Exarcheia, mènent de nombreuses actions offensives concernant des problématiques inhérentes à la Grèce ainsi que des actions en soutien aux batailles qui se livrent au-delà des frontières. Leur engagement au sein du quartier d'Exarcheia s'inscrit dans une culture prononcée de l'entraide au sein du groupe. Ils sont en effet parmi les piliers du fonctionnement d'Exarcheia, où ils sont par exemple impliqués dans le centre social K*vox, mettent à disposition un lieu accueillant et un centre médicale, et s’engagent dans la gestion et la défense de squats.
Ils se distinguent par ailleurs par la radicalité de leur propagande par le fait : « Au départ, nous étions un collectif de soutien aux prisonniers politiques, on se concentrait avant tout sur les émeutes », raconte l’un des fondateurs. « Mais on a vite pris conscience des limites de cette forme de manifs de masse. On s’est dit qu’il fallait attaquer l’État différemment, avec des frappes plus chirurgicales ». Le groupe change rapidement de stratégie pour évoluer vers une forme d'actions émancipée du cadre de la manifestation, bien qu'il continue à y participer. Les attaques menées ne dépendent plus du contexte d'un mouvement social, et visent des cibles précises. Elles visent d’une part à causer un préjudice immédiat mais également à informer sur les raisons qui motivent l’action. Par exemple, lorsque le groupe s'en est pris en août 2019 aux locaux du MEDEF de Grèce, ses membres ont non seulement brisé les vitres et aspergé les façades de peintures, mais ont également massivement distribué des tracts dans le quartier touristique d'Athènes pour informer sur la situation économique en Grèce et sur les agissements des grands groupes privés. Le groupe met un point d'honneur à diffuser massivement ses actions et ses revendications, afin non seulement de propager leurs idées, mais également de clarifier leur position, en réponse à la communication faite par les médias officiels à leur sujet. Lors des attaques, des tracts sont systématiquement diffusés expliquant les raisons de l'action qu'ils mènent, lesquelles sont la plupart du temps filmées et mises en ligne (entre autres) sur le média libre Indymedia.
À ses débuts le groupe est fortement marqué par les influences qui façonnaient alors l'anarchisme en Grèce. De tendance situationniste, insurrectionniste et autonome, l’anarchisme est paradoxalement encore fortement marqué du stalinisme hérité de la Guerre civile grecque (1946-1949). Mais en 2015 l’essoufflement des manifestations couplé à l'élargissement de Rouvikonas amène des réalités nouvelles, impliquant questionnement et réorientation du collectif pour y correspondre. Cette évolution révèle un de leurs principes : être en adéquation avec leur contexte. De plus, le groupe ne se définit pas selon les catégories traditionnelles de l'anarchisme mais résulte de leur dépassement. Un membre du groupe déclare : « Nous pensons que l'anarchisme à besoin de nouvelles déclinaisons ». En cela, le groupe ne prétend pas proposer de modèle à défendre et à reproduire, car chaque lutte doit correspondre à la réalité dans laquelle elle s'incarne. Leur positionnement résulte entre autres de la critique du corpus anarchiste traditionnel. Rouvikonas s’oppose d’une part au sectarisme stalinien, rejette l’élitisme de l’avant-garde éclairée léniniste, opposé à son sectarisme et à l’origine politique de la révolution. Le groupe considère en effet que le soulèvement vient de la base sociale, non des organisations politiques. Si celles-ci doivent le soutenir, elles n'en sont pas l'origine. Rouvikonas prône un engagement permanent, sans attendre que les conditions idéales soient réunies et par-delà le cadre de la manifestation, en témoigne la pluralité et la diversité de leur action.

## Repression
Rouvikonas est dans son ensemble condamné à 200 000 euros d'amende et durant l'été 2019 deux de ses membres durent payer chacun 30 000 euros dans un délai de deux semaines, sinon ils auraient été emprisonnés préventivement et risquaient 10 ans de prison. En Grèce, le dépôt de garantie permet en effet d'éviter la prison préventive et de payer au moins une partie de l'amende qu'encourt la victime qui la paiera en année de prison si elle n'est pas en mesure de réunir la somme. Chaque jour d'amende correspond à 10 euros.

## Actions (non-exhaustif)
- 2015 : Rouvikonas investit Tiresias, (l'administration qui recense les emprunteurs insolvables destinés à être saisis et expulsés) et détruit la liste sur laquelle figurent les noms des personnes insolvables.
- 2016 : Le collectif repousse des néo-nazis qui attaquaient des réfugiés dans la rue avant d'être rejoint par la police et de s'en prendre à leur hébergement. Police et néo-nazis ont été repoussés.
- Juillet 2017 : à la suite de la mort par épuisement d’une employée au ramassage des ordures de la municipalité de Zografou (dans l’est d’Athènes), ils attaquent la mairie à coups de massue et de jet de peinture[8].
- Septembre 2017 : Le groupe s'attaque au notaire athénien Nikos Papatheou, spécialisé dans la saisies d’appartements des grecs qui ne sont plus en mesure de payer leurs taxes d’habitation. Six personnes cagoulées dévastent son étude, détruisant dossiers et ordinateurs.

Le groupe attaque les bureaux de Turkish Airlines en solidarité avec les opposants politiques en Turquie, particulièrement deux enseignants en grève de la faim.
- Novembre 2017 : Rouvikonas attaque l'ambassade d'Arabie Saoudite au Nord d'Athènes contre le régime, la guerre qu’il mène au Yémen, et dénonce le commerce d'arme qu'entretient le gouvernement de Syriza avec les saoudiens malgré le vote d'un embargo à leur encontre.
- Février 2018 : Attaque des bureaux de Novartis, groupe pharmaceutique suisse impliqué dans une affaire de pot-de-vin versé à des responsables politiques pour obtenir une position dominante sur le marché pharmaceutique en Grèce.

Ils mènent une action en plein jour contre l’ambassade de France à Athènes. La façade est aspergée de peinture rouge et noire pour entre autres dénoncer la participation de la France aux bombardements en Syrie.
Des membres du groupe vont soutenir leurs camarades de lutte à Raqqa.
- Avril 2019 : le lendemain d'une vague d'expulsion de bâtiments squattés (notamment ceux dans lesquels vivent des réfugiés), ils attaquent le Ministère de la Culture, propriétaire d'un des immeubles évacués.
- Mai 2019 : Action en solidarité avec le prisonnier communiste révolutionnaire Dimitris Koufontinas, en grève de la faim depuis le 2 mai, à la suite du véto imposé contre son droit de permission surveillée de 48h qui lui permettait depuis deux ans de voir son fils Έκτορας Κουφοντίνας à peu près trois fois par an. Une trentaine de membres du groupe anarchiste ont attaqué le Parlement en projetant de nombreuses bouteilles de peinture rouge sur toute la façade du bâtiment, allumé des fumigènes et jeté des tracts[10]. Toujours en solidarité à leur camarade, Rouvikonas a entre autres attaqué les locaux de Syriza à Athènes.
- 3 juillet 2019 : Rouvikonas s'introduit dans l’hôpital de Nikaia, au Pirée, où une infirmière arménienne sans papier est morte défenestrée la semaine précédente en tentant d’échapper à un contrôle des gardes de sécurité. Elle travaillait en tant qu’infirmière exclusive, embauchées par les patients face à la pénurie de personnel hospitalier.
- 5 juillet 2019 : Le groupe attaque les bureaux à Athènes du media « Voice », détruise le matériel à coup de barre de fer, asperge les locaux de peinture et jette des tracts, à la suite des propos que Voice avait tenus quelques jours plus tôt concernant le décès de l’infirmière défenestrée.
- 22 juillet 2019 : Les femmes membres de Rouvikonas attaquent un centre esthétique de Kolonaki, quartier aisé d’Athènes dans lequel les employées sont victimes de maltraitance (harcèlement psychologique, cadence de travail excédant le volume horaire fixé dans les contrats, sans rémunération des heures supplémentaires...)[11]. Les compagnonnes sont intervenues pour faire pression sur les gérants et inciter les employées à s'organiser collectivement. A la suite de cette intervention, plusieurs employées ont décidé de porter plainte contre leur patron.